# Paepalanthus bellus
Paepalanthus bellus är en gräsväxtart som beskrevs av Harold Norman Moldenke. Paepalanthus bellus ingår i släktet Paepalanthus och familjen Eriocaulaceae. Inga underarter finns listade i Catalogue of Life.